# جامعه آفریقای شرقی
جامعه آفریقای شرقی (انگلیسی: East African Community) یک سازمان بین‌المللی در شرق آفریقا است. اعضای EAC از هشت ایالت تشکیل شده: جمهوری دموکراتیک کنگو، جمهوری فدرال سومالی، جمهوری‌های بوروندی، کنیا، رواندا، سودان جنوبی، اوگاندا و تانزانیا. ویلیام روتو، رئیس‌جمهور کنیا، رئیس فعلی EAC است. این سازمان در سال ۱۹۶۷ تأسیس شد، در سال ۱۹۷۷ منحل شد و دوباره در ۷ ژوئیه ۲۰۰۰ احیا شد. هدف اصلی EAC تقویت یکپارچگی اقتصادی منطقه ای است.
در سال ۲۰۰۸، پس از مذاکره با جامعه توسعه جنوب آفریقا (SADC) و بازار مشترک برای شرق و جنوب آفریقا (COMESA), EAC با گسترش منطقه تجارت آزاد شامل کشورهای عضو هر سه موافقت کرد. سازمان‌ها EAC بخشی جدایی ناپذیر از جامعه اقتصادی آفریقا است.
EAC پیشروی بالقوه برای تأسیس اتحادیه آفریقای شرقی است. در سال ۲۰۱۰، EAC بازار مشترک خود را برای کالاها، نیروی کار، و سرمایه در داخل منطقه راه اندازی کرد، با هدف ایجاد یک ارز مشترک و در نهایت یک فدراسیون کامل سیاسی. در سال ۲۰۱۳، پروتکلی امضا شد که در آن برنامه‌های آنها برای راه‌اندازی یک وحدت پولی ظرف ۱۰ سال مشخص شد. در سپتامبر ۲۰۱۸، کمیته ای برای آغاز روند تدوین قانون اساسی منطقه ای تشکیل شد.